# Nižná (Žilina)
Nižná (in ungherese Nizsna) è un comune della Slovacchia facente parte del distretto di Tvrdošín, nella regione di Žilina.